# Zacharzyn
Zacharzyn (niem. Zachasberg) – wieś w Polsce położona w województwie wielkopolskim, w powiecie chodzieskim, w gminie Chodzież.
W latach 1975–1998 miejscowość administracyjnie należała do województwa pilskiego.
Przez wieś przebiega droga wojewódzka nr 191.
Wieś sołecka - zobacz jednostki pomocnicze gminy Chodzież w BIP. Obejmuje wsie Wymysław, Zacharzyn
W miejscowości znajduje się poewangelicki kościół pw. Matki Boskiej Królowej Polski z 1877. W okresie II Rzeczypospolitej był we władaniu parafii należącej do superintendentury Oborniki-Chodzież Ewangelickiego Kościoła Unijnego.